# Eidgenössische Volksabstimmung über die Ehe für alle
Die eidgenössische Volksabstimmung über die Ehe für alle war eine Abstimmung über eine Änderung des Schweizerischen Zivilgesetzbuches. Seit dem 1. Juli 2022 dürfen homosexuelle Paare eine gleichgeschlechtliche Ehe eingehen und ein gemeinsames Kind adoptieren. Ausserdem erhalten gleichgeschlechtliche Frauenpaare Zugang zur gesetzlich geregelten Samenspende. Gegen diese Änderung wurde von drei Komitees, die aus Mitgliedern von SVP, EDU, Mitte und EVP bestanden, das Referendum ergriffen. Da das Referendum zustande gekommen war, stimmte das Schweizer Stimmvolk über die Änderung am 26. September 2021 ab. Eine Mehrheit der Bevölkerung von 64,1 % stand hinter der Änderung.

## Behandlung
Am 5. Dezember 2013 reichte die Grünliberale Fraktion des Nationalrats eine parlamentarische Initiative zur Änderung der Bundesverfassung ein – namentlich von Art. 14 und Art. 38. Dem gab am 20. Februar 2015 die Kommission für Rechtsfragen des Nationalrats (RK-N) mit 12 zu 9 Stimmen Folge. Die Kommission für Rechtsfragen des Ständerats (RK-S) stimmte diesem Beschluss am 1. September 2015 mit 7 zu 5 Stimmen bei einer Enthaltung zu. Am 16. Juni 2017 fällte der Nationalrat die Entscheidung, die Frist für die Einreichung eines Erlassentwurfes bis zur Sommersession 2019 zu verlängern. Die RK-N traf am 5. Juli 2018 die Grundsatzentscheidung, die Öffnung der Ehe für Personen gleichen Geschlechts auf dem Wege der Gesetzesänderung vorzunehmen.
Der Nationalrat behandelte die Vorlage in der Sommersession 2020 als Erstrat. Ein Antrag der vorberatenden Kommission, der auf Nichteintreten plädierte, wurde mit 152 zu 39 Stimmen bei vier Enthaltungen abgelehnt. Der Antrag entstammte einer Kommissionsminderheit aus SVP- und Mitte-Mitgliedern. Da der Nationalrat den Antrag auf Nichteintreten verworfen hatte, trat man auf die Vorlage ein und es fand eine Detailberatung statt. Einen Antrag der SVP, der bei allen Artikeln das bisherige Recht beibehalten wollte, lehnte die Grosse Kammer mit 146 zu 45 Stimmen bei zwei Enthaltungen ab. Eine zweite Kommissionsminderheit, bestehend aus Mitgliedern der sozialdemokratischen, der grünen, der grünliberalen und der FDP-Liberalen Fraktion, stellte wiederum den Antrag, dass zwischen dem Kind und der Ehefrau der Mutter das Kindesverhältnis kraft der Ehe mit der Mutter begründet werden soll. Dieser Antrag wurde mit 124 zu 72 Stimmen bei einer Enthaltung angenommen.
Im Ständerat wurde die Vorlage in der Wintersession 2020 behandelt. Ein Antrag von Mitgliedern der Mitte-, der FDP-Liberalen und der SVP-Fraktion forderte eine Rückweisung der Vorlage an die Kommission. Dort solle eine Kommissionsinitiative für eine verfassungsrechtliche Grundlage für die Ehe für alle ausgearbeitet werden. Die Frage, ob die Ehe als Institut für gleichgeschlechtliche Partnerinnen und Partner geöffnet werden soll, sei von grundlegender Bedeutung und damit verfassungsrelevant, so die Antragsteller. Die Befürworter der Vorlage sahen hingegen keinen Anlass zur Änderung der Bundesverfassung, denn Artikel 14 BV erlaube schon die Ehe für alle, sodass es keiner Revision bedürfe. Der Rückweisungsantrag wurde mit 22 zu 20 Stimmen bei 2 Enthaltungen abgelehnt.
Die Vorlage wurde in den Schlussabstimmungen im Nationalrat mit 136 zu 48 Stimmen bei neun Enthaltungen und im Ständerat mit 24 zu 11 Stimmen bei einer Enthaltung angenommen. Gegen das Gesetz stimmte die Mehrheit der SVP- und der Mitte-Fraktion.

## Inhalt der Gesetzesänderung
Wer in einer eingetragenen Partnerschaft lebte, durfte bereits das Kind des Partners oder der Partnerin adoptieren. Neu darf ein gleichgeschlechtliches Paar auch gemeinsam ein Kind adoptieren.
Mit der Einführung der Ehe für alle können auch Frauenpaare die Samenspende in Anspruch nehmen. Davor war dies nur verheirateten Paaren erlaubt, nicht aber jenen, die in einer eingetragenen Partnerschaft lebten. Bei dieser Samenspende ist vorgeschrieben, dass der Spender in das Samenspenderregister eingetragen wird. Das verfassungsmässige Recht des Kindes, zu erfahren, wer sein biologischer Vater ist, ist damit gewährleistet. Anonyme Samenspenden bleiben verboten; dasselbe gilt auch für die Eizellenspende und die Leihmutterschaft.
Nach der Öffnung der Ehe für gleichgeschlechtliche Paare können keine neuen eingetragenen Partnerschaften mehr geschlossen werden. Paare, die bereits in einer eingetragenen Partnerschaft leben, können diese weiterführen oder durch eine gemeinsame Erklärung beim Zivilstandsamt in eine Ehe umwandeln.

## Fakultatives Referendum

### Chronologie
Nachdem das Parlament am 18. Dezember 2020 seinen Beschluss gefasst hatte, wurde das Referendum ergriffen, das dann am Tag des Ablaufs der Referendumsfrist eingereicht wurde. Am 26. April 2021 verfügte die Bundeskanzlei das Zustandekommen des Referendums mit 61'027 gültigen Unterschriften. Am 26. September 2021 fand die Volksabstimmung statt, bei der sich das Volk klar (64,1 %) zu der Vorlage bekannte.

### Referendumskomitee
- Yves Nidegger, Nationalrat SVP
- Christian Waber, Nationalrat SVP
- Manuel Strupler, Nationalrat SVP
- Erich von Siebenthal, Nationalrat SVP
- Marco Chiesa, Ständerat SVP
- David Zuberbühler, Nationalrat SVP
- Andreas Brönnimann, alt nationalrat EDU
- Marcel Dettling, Nationalrat SVP
- Andreas Glarner, Nationalrat SVP
- Alois Huber, Nationalrat SVP
- Andreas Gafner, Nationalrat EDU
- Andrea Geissbühler, Nationalrätin SVP
- Piero Marchesi, Nationalrat SVP
- Martin Haab, Nationalrat SVP
- Marco Romano, Nationalrat Die Mitte
- Daniel Frischknecht, Präsident EDU
- Monika Rüegger, Nationalrätin SVP
- Verena Herzog, Nationalrätin SVP
- Jean-Luc Addor, Nationalrat SVP
- Benjamin Roduit, Nationalrat Die Mitte
- Thomas Aeschi, Nationalrat SVP
- Therese Schläpfer, Nationalrätin SVP
- Markus Wäfler, alt Nationalrat EDU
- Ulrich Schlüer, alt nationalrat SVP[8]

## Argumente

### Argumente des Referendumskomitees
- Für die Gegner der Ehe für alle sind die Öffnung der Ehe für gleichgeschlechtliche Paare sowie die Samenspende für verheiratete Frauenpaare nicht mit der Verfassung vereinbar. Sie meinen bei ersterem, Bundesrat und Bundesgericht hätten das Recht auf Ehe stets als eine auf Dauer angelegte Lebensgemeinschaft von Frau und Mann interpretiert. Dies jetzt lediglich mit einer Gesetzesänderung umzukrempeln, sei klar verfassungswidrig. Die Samenspende für verheiratete Frauenpaare verstosse gegen Art. 119 BV. Dieser erlaube heterosexuellen Paaren nur bei Unfruchtbarkeit oder der Gefahr einer schweren Krankheit die Inanspruchnahme medizinischer Fortpflanzungsunterstützung. Da verheiratete Frauenpaare nicht unter diese Definition fallen, widerspreche diese Gesetzesänderung der Verfassung.
- Für die Gegner sei zudem der Umstand, dass Homosexuelle nicht heiraten dürfen, keine Diskriminierung. Dass Mann und Frau heiraten können, beruhe auf biologischen Fakten, und das Gleichheitsgebot besage, dass Gleiches gleich und Ungleiches ungleich zu behandeln sei.
- Nebst verfassungsrechtlichen Bedenken wurde noch ein zweiter, für die Gegner eminenter Aspekt genannt: das Kindeswohl. Das Recht, seine beiden biologischen Eltern zu kennen und von ihnen betreut zu werden, bleibe den Kindern bis zum 18. Lebensjahr grundsätzlich verwehrt. Dabei sei die Verwurzelung in der Ursprungsfamilie für die kindliche Identitätsbildung zentral. Deswegen müsse die Samenspende ein medizinischer Ausnahmefall bleiben und dürfe nicht zum gesetzlichen Regelfall werden. Kinder bräuchten zugleich Vorbilder von beiden Geschlechtern – die Samenspende für verheiratete Frauenpaare verwehre ihnen jedoch per Gesetz den Vater.[9]

### Argumente von Bundesrat und Parlament
- Für Bundesrat und Parlament sei es nicht Aufgabe des Staates, den Menschen vorzuschreiben, wie sie ihr eigenes Privatleben zu gestalten haben. Obwohl gleichgeschlechtliche Paare mit oder ohne Kinder schon Lebensgemeinschaften bilden, könnten sie nicht heiraten, sondern lediglich eine eingetragene Partnerschaft eingehen. Diese sei der Ehe nicht in allen Bereichen gleichgestellt. Die Öffnung der Ehe beseitige diese Ungleichbehandlung. Niemandem entstehe dadurch ein Nachteil.[10]
- Die Sorge, dass das Kindeswohl durch die Samenspende gefährdet sein könnte, sei unbegründet. Denn Studien zeigten (namentlich eine der Nationalen Ethikkommission[11]), dass sich die Konstellation mit gleichgeschlechtlichen Eltern nicht nachteilig auf die Entwicklung des Kindes auswirke. Die Zuwendung, die das Kind erhält, hänge nicht von der Familienform ab.
- Das Gesetz tangiere nicht den verfassungsrechtlichen Grundsatz, nach dem jede Person Anrecht auf Kenntnis ihrer Abstammung habe. Weil das geltende Recht die Samenspende in der Schweiz nur für verheiratete Paare zulässt, entschieden sich manche Frauenpaare für eine Samenspende im Ausland. Dort sei nicht immer gewährleistet, dass das Kind erfahren kann, wer sein biologischer Vater ist. Mit der Öffnung der Ehe und dem Zugang zur streng regulierten Samenspende in der Schweiz bleibe das Recht auf Kenntnis der Abstammung gewahrt.[10]

## Volksabstimmung

### Abstimmungsfrage
«Wollen Sie die Änderung vom 18. Dezember 2020 des Schweizerischen Zivilgesetzbuches (Ehe für alle) annehmen?»

### Haltungen
Von den grössten Parteien der Schweiz waren FDP, GLP, Grüne, Die Mitte, PdA und SP für die Vorlage, EDU, EVP, SVP und SD dagegen.
Sonst noch unterstützte eine Vielzahl weiterer Institutionen wie der Schweizerische Städteverband, der Schweizerische Gewerkschaftsbund, Pro Juventute, der Verband des Personals öffentlicher Dienste und Pro Familia die Abstimmung zur Ehe für alle. Die Schweizer Bischofskonferenz, die Schweizerische Evangelische Allianz und die Freikirchen lehnten sie hingegen ab.

### Ergebnisse
| Kanton                           | Ja (%) | Nein (%) | Beteiligung (%) |
| -------------------------------- | ------ | -------- | --------------- |
| Zürich                           | 69,1 % | 30,9 %   | 54,61 %         |
| Bern                             | 65,2 % | 34,8 %   | 51,63 %         |
| Luzern                           | 66,2 % | 33,8 %   | 54,52 %         |
| Uri                              | 58,2 % | 41,8 %   | 48,95 %         |
| Schwyz                           | 56,5 % | 43,5 %   | 54,31 %         |
| Obwalden                         | 59,3 % | 40,7 %   | 56,21 %         |
| Nidwalden                        | 61,6 % | 38,4 %   | 57,17 %         |
| Glarus                           | 61,1 % | 38,9 %   | 42,37 %         |
| Zug                              | 66,1 % | 33,9 %   | 61,15 %         |
| Freiburg                         | 62,3 % | 37,7 %   | 51,31 %         |
| Solothurn                        | 66,2 % | 33,8 %   | 52,30 %         |
| Basel-Stadt                      | 74,0 % | 26,0 %   | 58,67 %         |
| Basel-Landschaft                 | 67,2 % | 32,8 %   | 52,95 %         |
| Schaffhausen                     | 61,8 % | 38,2 %   | 70,76 %         |
| Appenzell Ausserrhoden           | 57,2 % | 42,8 %   | 53,91 %         |
| Appenzell Innerrhoden            | 50,8 % | 49,2 %   | 48,16 %         |
| St. Gallen                       | 59,3 % | 40,7 %   | 51,17 %         |
| Graubünden                       | 62,8 % | 37,2 %   | 47,72 %         |
| Aargau                           | 64,0 % | 36,0 %   | 53,27 %         |
| Thurgau                          | 57,2 % | 42,8 %   | 52,24 %         |
| Tessin                           | 52,9 % | 47,1 %   | 47,66 %         |
| Waadt                            | 65,0 % | 35,0 %   | 52,59 %         |
| Wallis                           | 55,5 % | 45,5 %   | 51,58 %         |
| Neuenburg                        | 63,4 % | 36,6 %   | 45,81 %         |
| Genf                             | 65,1 % | 34,9 %   | 51,29 %         |
| Jura                             | 61,1 % | 38,9 %   | 44,37 %         |
| Schweizerische Eidgenossenschaft | 64,1 % | 35,9 %   | 52,60 %         |